# Ischnurus
Ischnurus is een geslacht uit de grassenfamilie (Poaceae). De enige soort van dit geslacht komt voor in verschillende delen van Afrika.
Volgens Tropicos is Ischnurus een synoniem van Lepturus.